# Nothotelus usitatus
Nothotelus usitatus là một loài bọ cánh cứng trong họ Scraptiidae. Loài này được Broun miêu tả khoa học năm 1880.